# Ed Wood (regista)
Ed Wood, all'anagrafe Edward Davis Wood Jr. (Poughkeepsie, 10 ottobre 1924 – Los Angeles, 10 dicembre 1978), è stato un regista, sceneggiatore e produttore cinematografico statunitense, definito da diversi critici come "il peggior regista di tutti i tempi".
I suoi film erano generalmente caratterizzati da una trama approssimativa e dalla rapidità di realizzazione (spesso pochi giorni) dovute alla mancanza di mezzi, eppure la grande passione per il cinema lo spingeva a continuare nonostante le difficoltà.

## Biografia
Fu arruolato nel 1942 negli United States Marine Corps, all'età di soli 18 anni, qualche mese dopo l'Attacco di Pearl Harbor; partecipò alla Battaglia di Tarawa, dove perse due denti e fu ferito da un mitragliatore a una gamba. Al momento del congedo aveva raggiunto il grado di caporale. Anni dopo dichiarò che la paura di essere ferito era maggiore di quella di essere ucciso.
Dopo una breve esperienza teatrale nell'immediato dopoguerra con il lavoro The Casual Company, che ebbe poco successo di pubblico, fondò con mezzi di fortuna una propria casa di produzione cinematografica e realizzò il cortometraggio western Crossroads of Laredo. Nel 1951 realizzò il suo secondo cortometraggio, The Sun Was Setting, di genere drammatico ma dalle caratteristiche simili al precedente.
Il suo primo lungometraggio fu il semiautobiografico Glen or Glenda (1953), il cui tema di fondo era il travestitismo; Wood, infatti, era un crossdresser e aveva un feticismo per i golfini d'angora da donna. Con questo film iniziò il suo rapporto con Bela Lugosi; l'attore ungherese era ormai sulla via del declino e per motivi economici e di salute era costretto ad accettare ruoli marginali. Wood inizialmente trasse un vantaggio pubblicitario dalla partecipazione di Lugosi ai suoi film, ma il rapporto tra i due si trasformò presto in una profonda amicizia.
Gli altri due film realizzati durante il sodalizio Wood-Lugosi furono La sposa del mostro (1955) e Plan 9 from Outer Space (1959), forse il suo lavoro più celebre. Negli ultimi anni di vita, per gravi problemi economici si dedicò alla realizzazione di film softcore e infine girò anche alcune pellicole pornografiche.
Nel 1978 la depressione di Wood era peggiorata, e lui e sua moglie Kathy erano diventati alcolizzati e indigenti. Il 7 dicembre 1978 furono sfrattati dal loro appartamento sulla Yucca Street, per cui si spostarono a Nord Hollywood presso l'appartamento di un loro amico, Peter Coe. Wood passò il weekend a bere vodka. Verso mezzogiorno del 10 dicembre, si sentì male e andò a dormire nella camera da letto di Coe, da dove chiese a sua moglie di portargli da bere, ma lei si rifiutò.
Alcuni minuti dopo urlò, "Kathy, non riesco a respirare!", ma lei, stufa di essere comandata dal marito, lo ignorò. Non avendo sentito alcun rumore per una ventina di minuti, mandò l'amico a controllare Wood, che nel frattempo era morto per attacco cardiaco. Kathy successivamente dichiarò, "Ricordo ancora quando entrai in quella stanza quel pomeriggio e lui era morto, i suoi occhi e la sua bocca erano spalancati. Non dimenticherò mai lo sguardo nei suoi occhi. Stringeva le coperte. Sembrava come se avesse visto il diavolo". Wood venne cremato e le sue ceneri disperse in mare.

## Rivalutazione postuma
Sebbene molti critici lo abbiano definito "il peggior regista mai esistito", Wood è considerato uno dei padri del genere dei film di serie B e i suoi lavori sono stati con il tempo rivalutati. Fra i suoi estimatori si annovera anche il regista Tim Burton, che nel 1994 gli dedicò Ed Wood, con Johnny Depp nella parte del regista e con Martin Landau nei panni di Bela Lugosi, film liberamente tratto dalla biografia Nightmare of Ecstasy. The Life and Art of Edward D. Wood, Jr., firmata da Rudolph Grey, che contribuì ad accrescere la fama postuma del regista.

## Filmografia

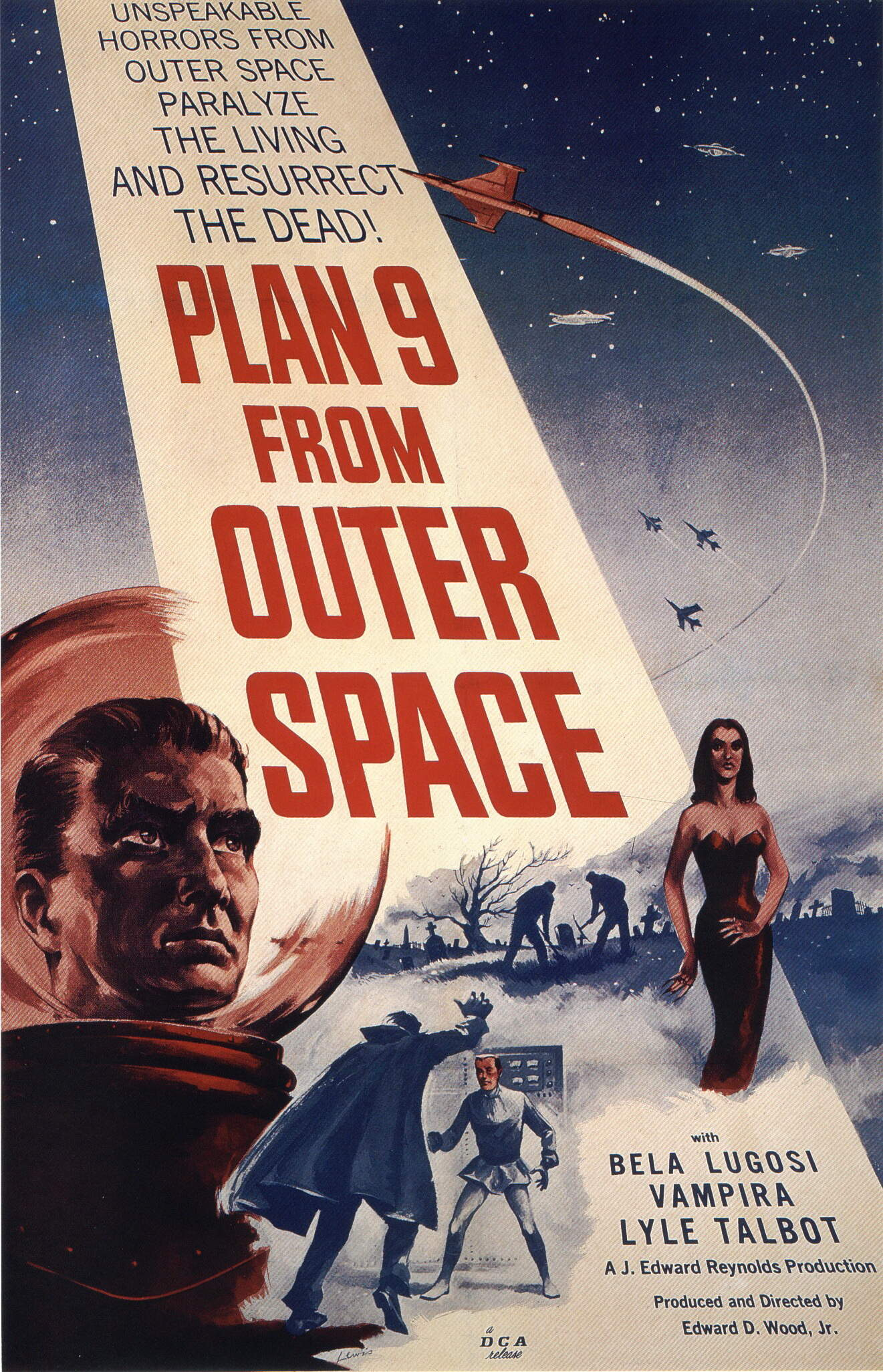
Il cartellone pubblicitario di Plan 9 from Outer Space

### Attore
- Glen or Glenda, regia di Ed Wood (1953)
- Morak - Il potere dell'occulto (Meatcleaver Massacre), regia di Evan Lee (1977)

### Regista

#### Cinema
- Glen or Glenda (1953)
- Boots – cortometraggio (1953)
- Jail Bait (1954)
- La sposa del mostro (Bride of the Monster, 1955)
- The Night the Banshee Cried – cortometraggio (1957)
- Final Curtain – cortometraggio (1957)
- Plan 9 from Outer Space (1959)
- La notte degli spettri (Night of the Ghouls, 1959)
- The Sinister Urge (1960)
- Trick Shooting with Kenne Duncan – cortometraggio (1960)
- Take It Out in Trade (1970)
- The Only House in Town (1971)
- Nympho Cycler (1971) - non accreditato
- 'Necromania': A Tale of Weird Love! (1971) - con il nome Don Miller
- Sex Orgy – cortometraggio (1971) - non accreditato
- Lesbian Love – cortometraggio (1971) - non accreditato
- Panty Girls / Bloomer Girl / Bloomers & Panties (1972)
- Wives at Play – cortometraggio (1973)
- Wet & Wild – cortometraggio (1973)
- Western Lust – cortometraggio (1973)
- Two Hot to Handle – cortometraggio (1973)
- School Girl – cortometraggio (1973)
- Prisoner Love Making – cortometraggio (1973)
- Morning Walk – cortometraggio (1973)
- Lusty Neighbor – cortometraggio (1973)
- Love-Mates – cortometraggio (1973)
- Girl on a Bike – cortometraggio (1973)
- Devil Cult – cortometraggio (1973)
- The Virgin Next Door – cortometraggio (1974)
- The Virgin Next Door Part Two – cortometraggio (1974)
- The Encyclopedia of Sex, co-diretto con Charles Anderson – cortometraggio (1974)
- Park Lovers – cortometraggio (1974)
- Hollywood Starlet – cortometraggio (1974)
- Big John Part 1 – cortometraggio (1974)
- Behind the Ate Ball Part I – cortometraggio (1974)
- Behind the Ate Ball Part II – cortometraggio (1974)
- 15 Commercial – cortometraggio (1974)
- Crossroads of Laredo – cortometraggio (1995) - postumo
- The Young Marrieds (1972)
- Hellborn e Home Movie, episodi di Hellborn - direct-to-video (1993)
- Take It Out in Trade: The Outtakes - direct-to-video (1995)

#### Televisione
- The Sun Was Setting – cortometraggio TV (1951)
- Crossroad Avenger: The Adventures of the Tucson Kid – cortometraggio TV (1953)

### Soggettista
- Revenge of the Virgins, regia di Peter Perry Jr. (1959)
- Orgy of the Dead, regia di A. C. Stephen (1965)